# Волынские
Волынские (Щепины-Волынские, Вороные-Волынские) — древний дворянский род.
Род внесён в Бархатную книгу. При подаче документов (декабрь 1685), для внесения рода в Бархатную книгу, было предоставлено пять родословных росписей Волынских, от различных ветвей рода, за подписями: Леонтия, Ивана, Ивана Большого, Петра Александровича Волынских.
В Гербовник внесены две фамилии Волынских:
1. Потомство князя Дмитрия Михайловича Волынского-Боброка, выехавшего к великому князю Дмитрию Ивановичу Донскому (1362—1389) (Герб. Часть IV. № 32).
2. Потомство Петра Волынского, бывшего воеводою у великого князя Ивана III Васильевича (1462—1504) (Герб. Часть VI. № 19)[4] герба Абданк. Родоначальник их, Пётр Волынский во время войны с Польшей взят в плен, поступил в польскую службу и пожалован гербом. Потомки его, после присоединения Белоруссии к России, вступили в русское подданство. Род этот угас в XIX столетии[5].

## Происхождение и история рода
Родоначальник, князь Дмитрий Михайлович Волынский-Боброк, выехавший из Волыни в Москву и прославившийся в Куликовской битве (1380). Он был женат на сестре Дмитрия Донского — Анне, и имел двух сыновей: Бориса и Давыда, которые князьями уже не писались, а были боярами при великом князе московском Василии Дмитриевиче. От Бориса пошли Волынские, а от Давида пошли Вороные. Внуки родоначальника воевода Семён и Акинфей Борисовичи убиты под Белёвым (1437).
Внук последнего, Михаил Григорьевич, был дворецким (1501) при великом князе московском Иване III Васильевиче и имел прозвище «Вороной», отчего и потомки его именовались Вороными-Волынскими. Михаил Иванович Вороной-Волынский, боярин и воевода в разных походах, убит в сражении с крымскими татарами под Москвой (1571). Яков Васильевич, по прозванию Крюк († 1568), был окольничим и постельничим царя Ивана Грозного.
Многие Волынские были воеводами в XVII веке. Иван Григорьевич Меньшой Волынский, сын боярский и голова, затем воевода, участник Ливонской войны. Иван Иванович Волынский — воевода Ярославля, участник Первого народного ополчения. Михаил Петрович Волынский пожалован в бояре (1683).

Десять представителей рода владели населёнными имениями (1699). 

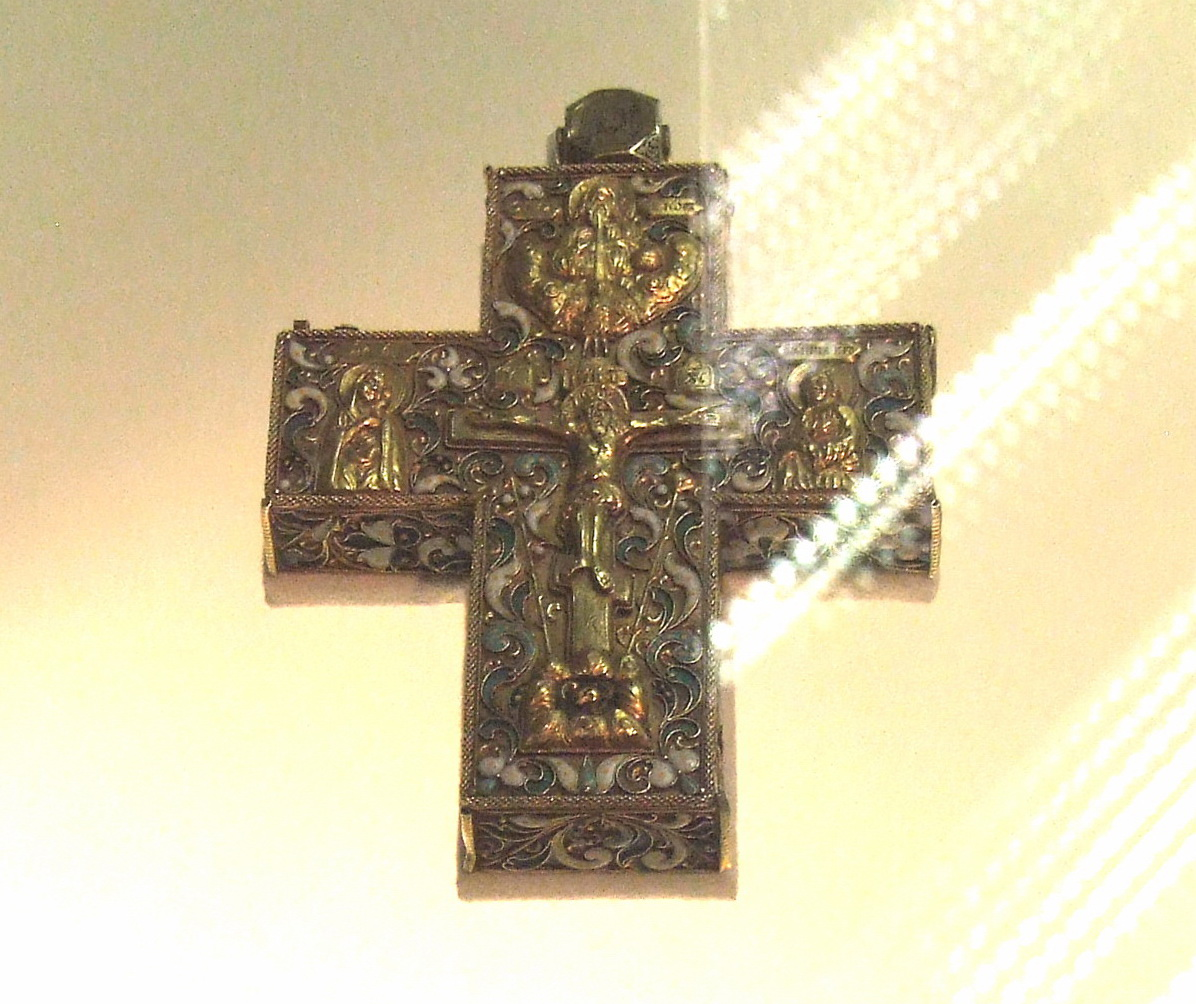
Крест наперсный боярина А. В. Волынского

Род Волынских пресёкся в XIX веке. Принадлежавшая Волынским подмосковная усадьба Волынщина-Полуэктово перешла к потомкам полководца Долгорукова-Крымского, а поместье Батыево — к Воронцовым.

## Описание гербов

#### Герб Волынских 1785 г.
В Гербовнике Анисима Титовича Князева 1785 года имеется изображение печати с гербом Захара Егоровича Волынского: в щите, имеющем круглую форму, в красном поле, изображён серебряный лапчатый крест с золотой каймой (герб княжества Волынского). Щит украшен дворянской короной (дворянский шлем отсутствует). Нашлемник: лапчатый крест

#### Герб. Часть VI. № 19.
Герб потомства шляхтича Петра Волынского: в щите, имеющем красное поле, изображены два серебряных соединённые вместе стропила, наподобие буквы W. Щит увенчан дворянским шлемом и короной, на поверхности которой видны два стропила. Намёт на щите красный, подложенный серебром.

## Известные представители

### Волынские
- Волынский Иван Иванович Ус —  постельничий Государя в Новгороде (1495), послан в Пронск для истребления разбойников (1504).
- Волынский Василий Иванович — пристав у опального князя Глинского Михаила Львовича.
- Волынский Дмитрий Иванович — воевода, приказчик при возвращении тяжко больного царя Василия III Ивановича, возводил временный мост и когда сани Государя вступили на этот мост он рухнул, царь ему это простил.
- Волынский Василий Иванович — на свадьбе великого князя Василия III Ивановича с Еленой Васильевной Глинской нёс каравай Государя (январь 1526).
- Волынский Яков Фёдорович — рында, голова и воевода.
- Волынский Пётр Иванович Большой — воевода (1579).
- Волынский Иван Григорьевич Большой — воевода (1575).
- Волынский Иван Григорьевич Меньшой — воевода в Берёзове (1599—1600).
- Волынский Матвей Григорьевич — воевода в Пскове (1603).
- Волынский Семён Иванович (Меньшой) — воевода в Тюмени (1608—1609), Ельце (1620—1621), Уфе (1624—1626), Астрахани (1627—1629).
- Волынский Степан Иванович Меньшой — стольник, воевода в Берёзове (1610—1614), Болохове (1614—1615), Ряжский наместник и посол в Англию (1617), воевода в Терках (1621), первый судья Холопьего приказа (1625).
- Волынский Фёдор — воевода в Кетском остроге (1611).
- Волынский Пётр Фёдорович — воевода в Шуе (1616—1618).
- Волынский Пётр Васильевич — воевода в Вологде (1626).
- Волынский Павел Иванович († 1642) — первый судья в приказе Большого прихода (1631—1632), воевода в Новгороде-Великом (1632—1635), казначей (1640), в Боярских книгах показан кравчим (1640).
- Волынские: Семён Васильевич и Иванович — воеводы в Путивле (1634—1635).
- Волынский Дмитрий Петрович — воевода и начальник Холопьего приказа.
- Волынский Андрей Васильевич — воевода в Тобольске (1635—1639).
- Волынский Григорий Иванович — воевода в Хлынове (1635).
- Волынский Богдан Иванович — патриарший стольник (1627), московский дворянин (1636-1640).
- Волынский Михаил Иванович — патриарший стольник (1629), воевода на Крапивне (1629), московский дворянин (1636-1658),
- Волынский Василий — воевода в Козлове (1647—1648).
- Волынский Никита Степанович — московский дворянин (1640-1677), воевода в Арзамасе (1664—1665).
- Волынский Василий Семёнович — воевода и боярин.
- Волынский Яков Семёнович — стольник, окольничий и воевода в Брянске (1664), Вологде (1671—1672).
- Волынский Михаил Семёнович — окольничий, воевода в Путивле (1665—1668).
- Волынский Виктор Савельевич — воевода в Мещовске (1682—1684)[10]
- Волынский Иван Яковлевич — рында, стольник царицы Натальи Кирилловны, женат на царевне Прасковьи Алексеевне Сибирской (дочь царевича Сибирского Алексея Алексеевича).
- Волынский Иван Петрович — Нижегородский вице-губернатор.
- Волынский Артемий Петрович (1689—1740) — генерал-аншеф, обер-егермейстер и кабинет-министр — казнён 27 июля 1740 году[11][12].
- Волынский Артемий Степанович — рында, стольник и воевода.
- Волынский Пётр Артемьевич — стольник и воевода.
- Волынский Иван Михайлович — боярин.

#### Вороные-Волынские
- Вороной-Волынский Михаил Григорьевич — дворецкий (1501).
- Вороной-Волынский Иван Михайлович Большой —  наместник в Елатьме (1543), воевода в Муроме (1547), Туле (1549).
- Вороной-Волынский Михаил Иванович — наместник в Елатме (1542), воевода и боярин.

##### Щепины-Волынские
- Волынский Василий Яковлевич Щепа —  воевода в Казани (1583), Свияжске (1585).
- Волынский Пётр Васильевич Щепа — воевода в Мангазее (1618—1619), Устюге Великом (1625—1628)
- Волынский Фёдор Васильевич Щепа — воевода и окольничий.
- Волынский Василий Васильевич Щепа —  стольник, воевода в Невеле (1616), Торопце (1618—1619).
- Волынский Иван Васильевич Щепа — воевода в Курске (1616—1617), Муроме (1618—1619), Калуге (1622), Воронеже (1624—1625).
- Волынский Семён Васильевич Щепа — воевода в Мосальске (1627—1629).
- Волынский Михаил Петрович Щепа —  воевода в Тобольске (1627—1628).
- Волынский Иван Фёдорович Щепа — окольничий, потом боярин у Петра I, воевода в Киеве (1681), Астрахани (1685), Самаре (1688—1689).